# Dizionario degli istituti di perfezione
Das Dizionario degli istituti di perfezione (DIP) ist ein italienisches Lexikon, das sich religiösen Ordensgemeinschaften widmet. Der erste Band wurde 1974 gedruckt; weitere erschienen bzw. erscheinen sukzessive. 

## Inhalt
Der Titel lautet zu deutsch Lexikon der Institute der Vollkommenheit, wobei Orden oder vergleichbare Gemeinschaften des geweihten Lebens gemeint sind. Die Herausgeber Guerrino Pelliccia und Giancarlo Rocca haben etwa fünftausend Institute gefunden. Das Lexikon enthält darüber hinaus auch Artikel über Gründerpersönlichkeiten und Reformer der Orden, sowie über die Geschichte, Theologie, innere Struktur, Kleidung und Kulturgeschichte der Orden selbst.
Obwohl sich das Nachschlagewerk ursprünglich mit allen offiziell anerkannten Personengruppen befasste, die sich hauptberuflich dem katholischen Christentum verschrieben haben, fand später eine redaktionelle Erweiterung statt. Artikel über Anglikaner, Buddhisten, Katharer, Druiden und Essener wurden veröffentlicht, um nur einige von denen außerhalb des Christentums zu nennen.
Das Projekt sah zunächst drei, dann sechs Bände vor. Der zehnte und vorläufig letzte Band erschien 2003. Der abschließende Band enthält eine allgemeine Bibliographie (zusätzlich zu den Literaturangaben, die die meisten Artikel begleiten) und diverse Register.

## Genese
Erstmals 1950 projektiert und seit 1956 kontinuierlich bearbeitet, erschien das Wörterbuch erstmals 1974. Es hatte also eine fünfundzwanzigjährige Inkubationszeit, die von bedeutsamen Ereignissen geprägt war, nicht zuletzt vom Zweiten Vatikanischen Konzil.

## Rezeption
Die Begeisterung für das Lexikon war anfangs groß; es bleibt eine Hauptreferenz für die katholische Geschichtsforschung und das generelle Interesse über Ordensgemeinschaften. Der Jesuit Robert I. Burns nannte das Lexikon „einzigartig im Arsenal der zur Verfügung stehenden Forschungsmittel und unentbehrlich für jede Art von Spezialist“. Da führende Wissenschaftler wie Jean Leclercq, Lorenzo Di Fonzo, Louis Lekai und Jean Gribomont am Werk beteiligt waren, überzeugten die Herausgeber ihre Leserschaft mit der gewissenhaften Auswahl von Experten als Autoren. 
Das umfangreiche Nachschlagewerk biete einen deskriptiven Katalog aller religiösen Orden in der Geschichte des Christentums, ob sie heute bestehen oder inzwischen erloschen sind. Es trage die klaren Stempel des Ökumenismus und des aggiornamento. Die eher kirchenrechtliche Orientierung des Lexikons wurde gelobt. Viele der Artikel, dicht und gut gegliedert, ermöglichen ein ernsthaftes Studium und bieten eine gute Dokumentation. Einige kommentieren bereits das Projekt des neuen Gesetzes für die Institute des gottgeweihten Lebens.
Im Lauf der Jahre nach dem Zweiten Vatikanum kritisierten einige den Titel des Werkes: „Institute der Vollkommenheit“ verlange nach Versachlichung, das säkularisierte 20. Jahrhundert sei gegenüber derlei Bezeichnungen misstrauisch geworden.
Kritisch wurde die Behandlung der Zisterzienser beurteilt, weil eindeutig aus der Perspektive der Allgemeinen Observanz geschrieben und auf Kosten der Trappisten, die zu der Zeit des Erscheinens des Artikels größer waren. Wird im Artikel über die Zisterzienser ein Apostolat, das weder die Tatsache der Entstehung noch die Norm des Lebens in den Klöstern war, nicht zu sehr betont? „Die reformierten Zisterzienser, heute die zahlreichsten, sind praktisch nicht vorhanden; der ihnen gewidmete Text ist wirklich lächerlich (II 1101–1106).“ Der Artikel sei zu viel auf Geschichte und Ordensrecht eingegangen, nicht aber auf das spirituelle Erbe des Ordens von Cîteaux. Zakar und nicht Leclercq.
Andere hielten die Einträge über Hunderte kleiner bestehender Orden für wenig interessant, weil eintönig. Sie wurden in vielen Fällen entweder von einem Mitglied des betreffenden Ordens verfasst oder vom Herausgeber auf der Grundlage von einem ausgefüllten Fragebogen (wann gegründet, von wem, wie viele Häuser und Mitglieder derzeit, Hauptaktivitäten usw.) erarbeitet.